# Котаргачи (Јаши)
Котаргачи (рум. Cotârgaci) насеље је у Румунији у округу Јаши у општини Балцаци. Oпштина се налази на надморској висини од 63 m.

## Становништво
Према подацима из 2002. године у насељу је живело 82 становника, од којих су сви румунске националности.